# Bezděkov (kraj Wysoczyna)
Bezděkov – wieś i gmina w Czechach, w powiecie Havlíčkův Brod, w kraju Wysoczyna.
1 stycznia 2017 gminę zamieszkiwało 259 osób, a ich średni wiek wynosił 42,9 roku.